# Rolf de Maré
Rolf de Maré (Stockholm, 9 mei 1888 - Barcelona, 28 april 1964) was een Zweedse kunstverzamelaar, mecenas en artistiek leider.
Dankzij de Zweedse kunstschilder Nils Dardel startte De Maré met het verzamelen van moderne kunst, met name van kubistische werken. Zijn collectie bevatte stukken van onder meer Picasso, Braque en Léger, en De Maré ontwikkelde zich tot een belangrijke verzamelaar van moderne kunst. 
In 1920 vertrok De Maré samen met de Zweedse balletdanser Jean Börlin naar Parijs waar zij Les Ballets Suédois oprichtten. Na de dood van Börlin in 1930, richtte De Maré Les Archives Internationales de la Danse (AID) op; het eerste museum en onderzoeksinstituut ter wereld dat was gewijd aan dans en choreografie.
Na de sluiting van het AID in 1950 werd de collectie verdeeld waarbij een deel werd opgenomen in de Bibliothèque-Musée de l’Opéra in Parijs, en het andere deel de basis vormde voor de oprichting van het Dansmuseet in Stockholm. Na zijn dood in 1964 liet De Maré zijn kunstcollectie na aan het Moderna Museet en het Nationalmuseum in Stockholm. 

## Jeugd
De Maré werd geboren op 9 mei 1888 in Stockholm. Hij was het enige kind van hofmaarschalk Alfred Henrik de Maré en beeldhouwster Ellen von Hallwyl, en groeide op in een kunstminnend milieu in een van de rijkste families van Zweden. Zijn grootmoeder was gravin Wilhelmina von Hallwyl (1844-1930), uit wier collectie het Hallwyl Museum in Stockholm ontstond. Ook zijn ouders hadden een interesse in kunst: zij bezaten een grote collectie primitieve werken.
Nadat zijn vader in 1897 werd aangesteld als militair attaché in Berlijn, woonde De Maré afwisselend in Berlijn en Stockholm. Als De Maré in Stockholm was, woonde hij bij zijn grootmoeder in het Hallwylpaleis aan de Hamngatan. Dankzij zijn grootmoeder ontwikkelde hij een interesse in het verzamelen van kunst en De Maré maakte voor haar een catalogus van haar collectie.
Na de terugkeer van het gezin naar Stockholm in 1904, verliet zijn moeder het gezin om een nieuw leven op te bouwen met kunstcriticus Johnny Roosval. Zijn ouders scheidden officieel in 1906, waarna zijn moeder in 1907 hertrouwde.
Vanwege tuberculose werd De Maré regelmatig opgenomen in exclusieve kuuroorden buiten Zweden. In 1908 verbleef hij in een sanatorium in Zwitserland waar hij omging met rijke, kosmopolitische medepatiënten en hij een onbezorgd en promiscue bestaan leidde. Nadat hij genezen was, legde hij zich toe op reizen. In 1911 maakte De Maré zijn eerste wereldreis en bezocht onder meer India, Thailand, Indonesië, China, Japan en de Zuidzee. Datzelfde jaar werd hij aangesteld als page van prinses Maria, de echtgenote van prins Willem van Zweden, waardoor hij aanwezig kon zijn bij de viering van de kroning van koning Rama VI op 2 december in Bangkok. Na zijn reis naar Bangkok maakte hij een vijftien maanden lange solotrip naar het Verre Oosten en Noord-Amerika. Tijdens zijn reizen kocht hij diverse kunstvoorwerpen voor zijn collectie.

## Kunstverzameling

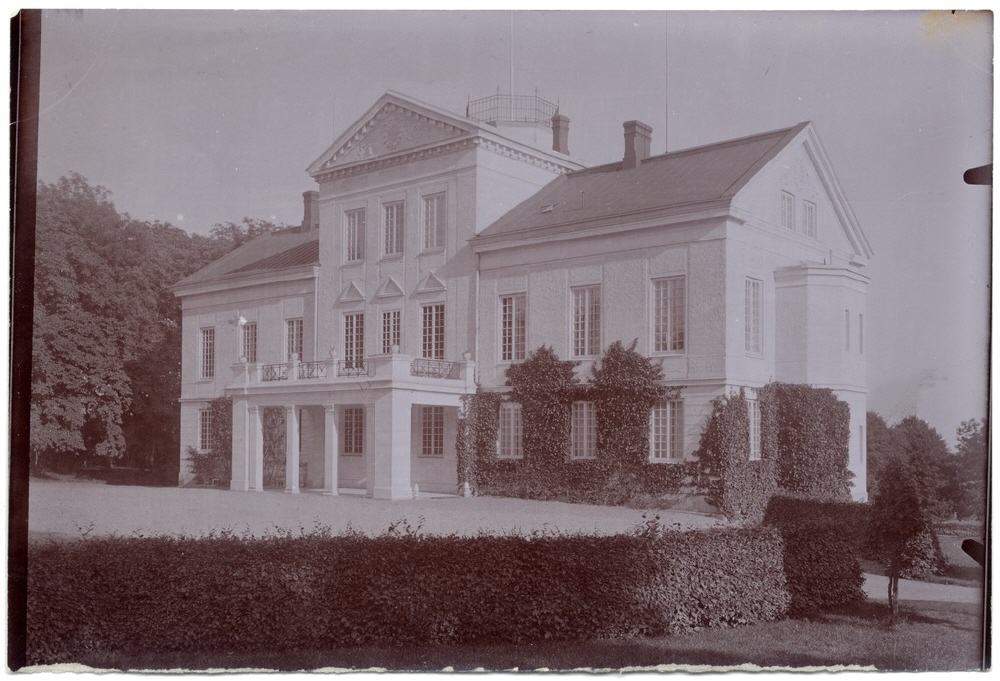
Landgoed Hildesborg in Landskrona, Skåne.

In 1912 kwam het zomerverblijf van de familie von Hallwyl, Landgoed Hildesborg in Landskrona, in handen van De Maré. Zijn grootmoeder had hem het landgoed geschonken in de hoop dat hij zich zou richten op een leven als landheer, maar De Maré besloot een leven vol spanning na te streven. Hij leerde datzelfde jaar de Zweedse kunstschilder Nils Dardel kennen in de homoseksuele kringen van Stockholm. De twee ontwikkelden een hechte vriendschap die in 1914 uitmondde in een liefdesrelatie. De Maré ondersteunde hem financieel en nam de rol van mentor op zich.
Dardel was in 1910 naar Parijs verhuisd en had nauwe contacten met kubistische kunstschilders als Georges Braque en Fernand Léger, alsmede met de Duitse kunsthandelaren Alfred Flechtheim en Wilhelm Uhde. Dankzij de hulp van Dardel wist De Maré een uitgebreide collectie kubistische werken te verzamelen, waaronder het schilderij Au Lapin Agile van Pablo Picasso dat De Maré in 1914 aankocht. In 1922 kocht hij tijdens een veiling van de eigendommen van kunsthandelaar Daniel-Henry Kahnweiler meerdere werken van Picasso aan, waaronder het stuk Le verre (1911). Dankzij Dardel ontwikkelde hij vriendschappen met onder anderen Pablo Picasso, Fernand Léger en Georges Braque, en kocht hij stukken rechtstreeks bij hen aan. Diverse kunstwerken van onder meer Dardel, Picasso, Braque en Léger werden vanuit Parijs naar het landgoed in Zweden overgebracht.
Tijdens de Eerste Wereldoorlog en in de jaren daarna maakten De Maré en Dardel diverse reizen naar onder meer Spanje en de Verenigde Staten. In 1917 reisden ze naar Cuba waar ze de Russische ballerina Anna Pavlova zagen optreden in Havana.

## OprichtingLes Ballets Suédois

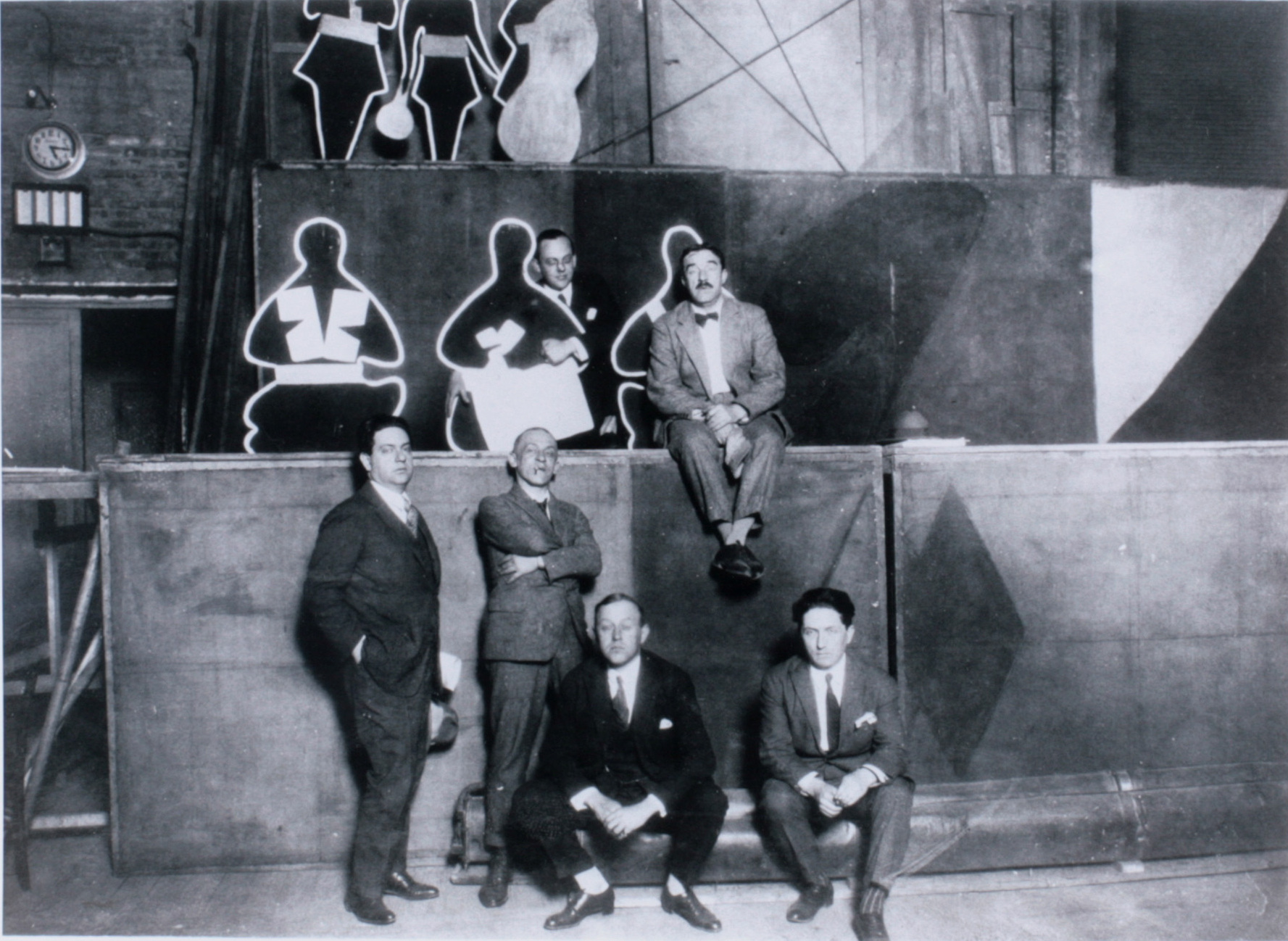
Groepsfoto met Jean Börlin, Fernand Léger, Darius Milhaud, Blaise Cendrars, Rolf de Maré en een onbekend persoon voor het decor van L'Homme et son désir (omstreeks 1921).

Via Dardel kwam hij in 1918 in contact met de Zweedse balletdanser Jean Börlin, een voormalig danser van het Koninklijk Zweeds Ballet. De Maré ontwikkelde een liefdesrelatie met Börlin en hij steunde hem financieel. De Maré was openlijk homoseksueel, wat niet werd geaccepteerd in de hogere kringen in Zweden. Mede hierdoor koos hij ervoor om in 1920 samen met Börlin naar Parijs te vertrekken waar ze datzelfde jaar, geïnspireerd door Serge Diaghilev en zijn Ballets Russes, in het Théâtre des Champs-Elysées het dansgezelschap Les Ballets Suédois ('Het Zweedse ballet') oprichtten. Börlin werd aangesteld als choreograaf en eerste danser, terwijl De Maré zich bezig hield met het aantrekken van avant-garde kunstenaars voor de muziek, en de vormgeving van de decors en kostuums.

Opnieuw was Dardel een belangrijke hulp voor De Maré, aangezien Dardel door zijn contacten in Parijs kunstenaars, dichters en filmmakers bij het gezelschap wist te betrekken. Hij wist onder meer kunstschilder Fernand Léger aan te trekken voor het kostuum- en decorontwerp, en componist Erik Satie voor het componeren van muziek. De Maré ontwikkelde in deze periode vriendschappen met onder anderen Satie, Jean Cocteau, Isadora Duncan, Gloria Swanson en Rudolf Valentino. Ook Dardel werd door De Maré betrokken bij het gezelschap; naast Giorgio de Chirico en Francis Picabia werd hij gevraagd kostuums te ontwerpen. Daarnaast ontwierp Dardel meerdere decors, onder meer voor de stukken La Nuit de Saint-Jean (1920) en Maison de fous (1920). Verder had het gezelschap samenwerkingen met onder meer Isaac Albéniz, Hugo Alfvén, Georges Auric, Pierre Bonnard, Blaise Cendrars, Paul Claudel, Paul Colin, Claude Debussy, Arthur Honegger, Désiré-Emile Inghelbrecht, Irène Lagut,  Darius Milhaud, Hélène Perdriat, Francis Poulenc, Erik Satie, Théophile-Alexandre Steinlen en Germaine Tailleferre.

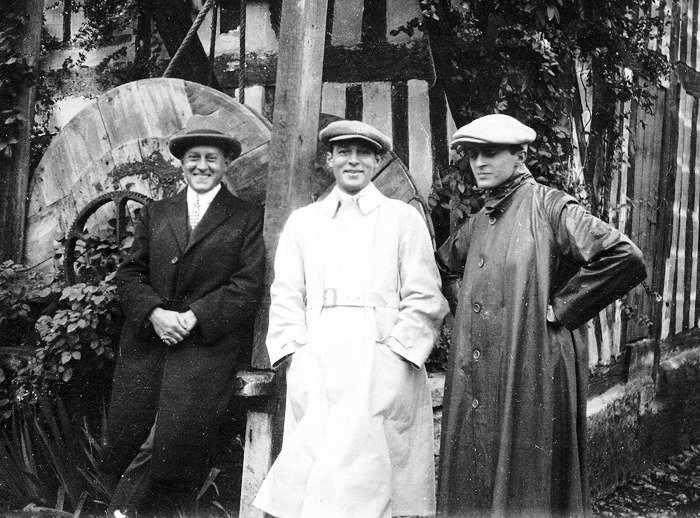
Rolf de Maré (links) met Rudolph Valentino en André Daven (1925)

De Maré was een voorvechter van het modernisme in de podiumkunsten en beschouwde het ballet als een uitbreiding van zijn kunstcollectie. Zijn focus lag op het presenteren van Noordse kunst in een moderne vorm. Het repertoire van het gezelschap was volledig vernieuwend, met invloeden uit onder meer Zweedse volksdans, en trok veel dansers aan die voorheen aan het Koninklijk Zweeds Ballet verbonden waren, wat leidde tot veel kritiek uit Zweden. Ook op De Maré zelf was er uit Zweden veel kritiek: er deden geruchten de ronde over zijn vrije liefdesleven in Parijs, wat leidde tot een haatcampagne jegens hem in de rechtse tabloid Fäderneslandet.
Tussen 1920 en 1924 voerde het gezelschap 24 stukken op. Deze werden uitgevoerd in het theater in Parijs, alsmede tijdens een tour door Europa en de Verenigde Staten. Het gezelschap had een grote invloed op de podiumkunsten in de twintigste eeuw. Börlin choreografeerde elk stuk en had tevens in bijna elk stuk een hoofdrol, waardoor hij halverwege de jaren twintig een fysiek en mentaal een dieptepunt bereikte. Hij leidde aan een burn-out en was verslaafd geraakt aan drugs en alcohol. Deze problemen leidde uiteindelijk tot een relatiebreuk tussen Börlin en De Maré. Op 17 maart 1925 werd het dansgezelschap ontbonden, omdat De Maré van mening was dat het artistieke hoogtepunt was bereikt en verdere ontwikkeling niet meer mogelijk leek.

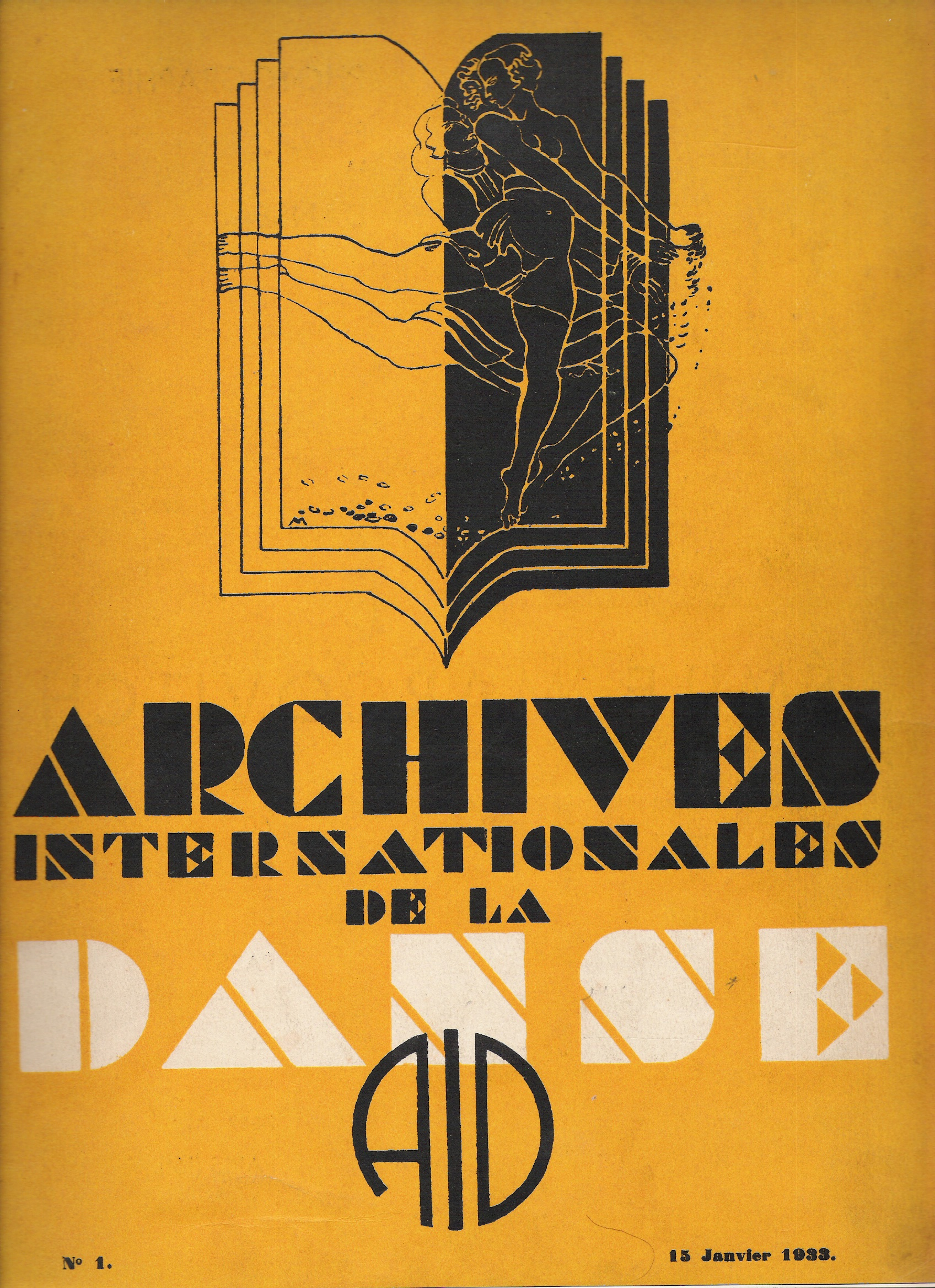
Tijdschrift van het Les Archives Internationales de la Danse

### Les Archives Internationales de la Danse(AID)
De Maré en Börlin gingen na de breuk ieder hun eigen weg. In oktober 1930 vertrok Börlin naar New York en overleed aldaar op 6 december 1930. Ter nagedachtenis aan hem richtte De Maré in 1931 Les Archives Internationales de la Danse (AID) op. Het was het eerste museum en onderzoeksinstituut ter wereld dat was gewijd aan dans en choreografie. Daarnaast had de organisatie als doel om dans te promoten door middel van het opbouwen van een bibliotheek, museum, prenten- en fotocollectie, het verzamelen van documenten over folklore en volksdans, het organiseren van tentoonstellingen, lezingen en wedstrijden, en bracht het een gelijknamig tijdschrift uit. Na het uitbreken van de Tweede Wereldoorlog in Frankrijk in 1940 werden de activiteiten gestaakt. Tijdens de Tweede Wereldoorlog verliet De Maré Parijs en verbleef hij in Kenia waar hij een koffieplantage bezat. In 1953 keerde hij terug naar Zweden, maar bracht jaarlijkse bezoeken aan Kenia. Daarnaast maakte hij diverse wereldreizen om museumobjecten te verzamelen en volksdansen op beeld vast te leggen.
Begin jaren vijftig werd de AID officieel ontbonden. Het archief, waaronder de bibliotheek bestaande uit zesduizend boeken en documenten over westerse dans en een verzameling museumstukken, werden op 1 januari 1952 opgenomen in de collectie van de Bibliothèque-Musée de l’Opéra. Overige stukken, waaronder kostuums en decors, werden overgebracht naar Stockholm waar ze de basis vormde van het Dansmuseet dat in 1953 opende.

### Overlijden
De Maré overleed op 28 april 1964 in Barcelona aan een hartaanval. Hij werd 75 jaar oud. Zijn as werd bijgezet in het columbarium van de Gustaf Vasa kyrka in Stockholm. Na zijn dood werden werken uit zijn kunstcollectie nagelaten aan het Moderna Museet en het Nationalmuseum in Stockholm. Zijn fortuin liet hij na aan het Dansmuseet.

## Galerij

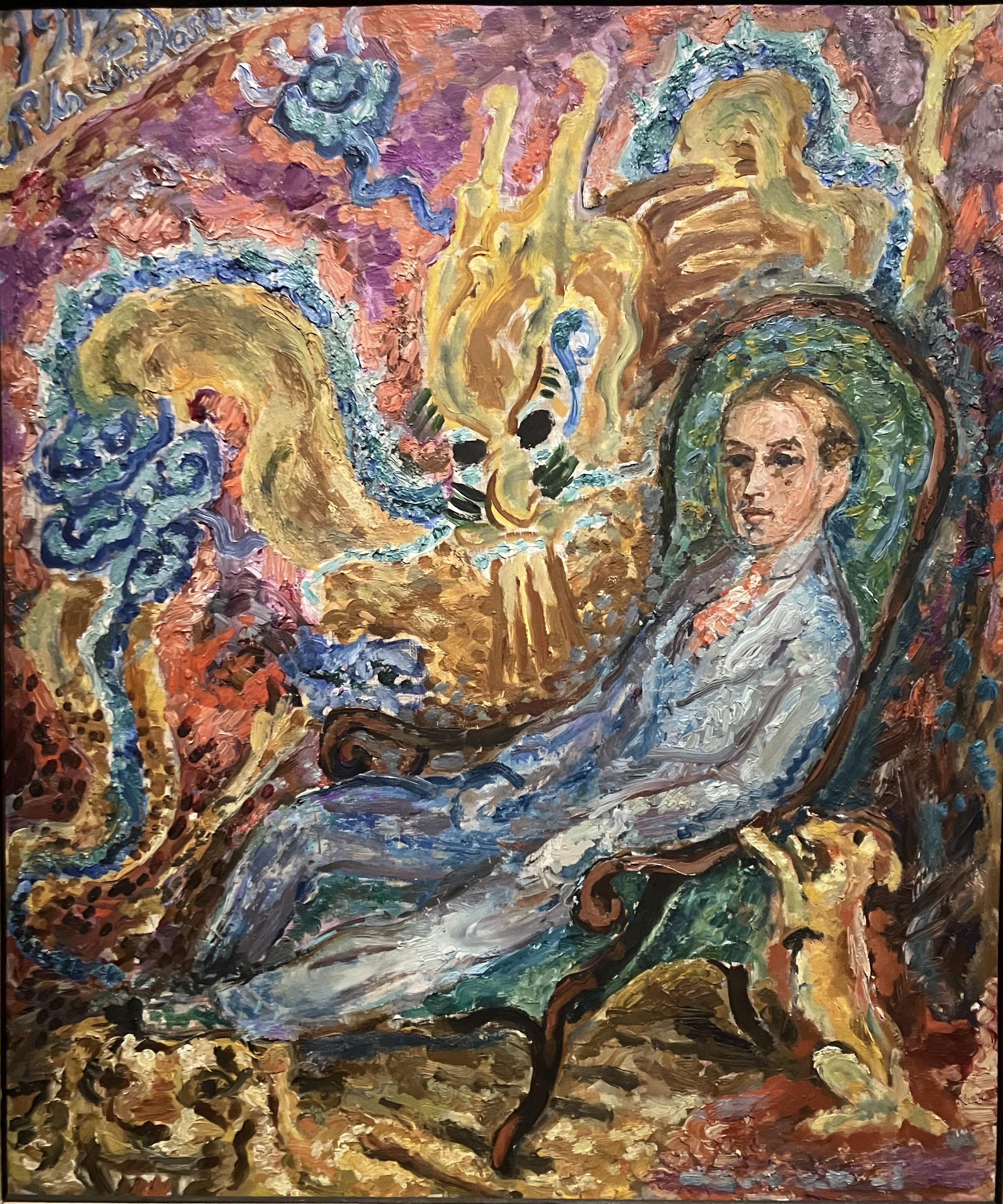
Portret van Rolf De Maré (1914) door Nils Dardel
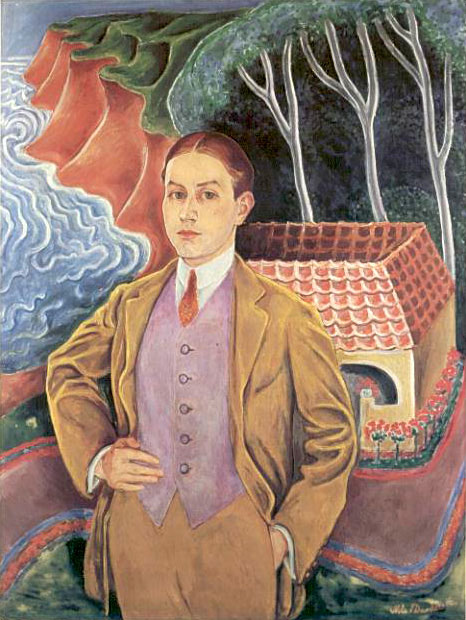
Rökrummet, portret van Rolf de Maré (1916) door Nils Dardel
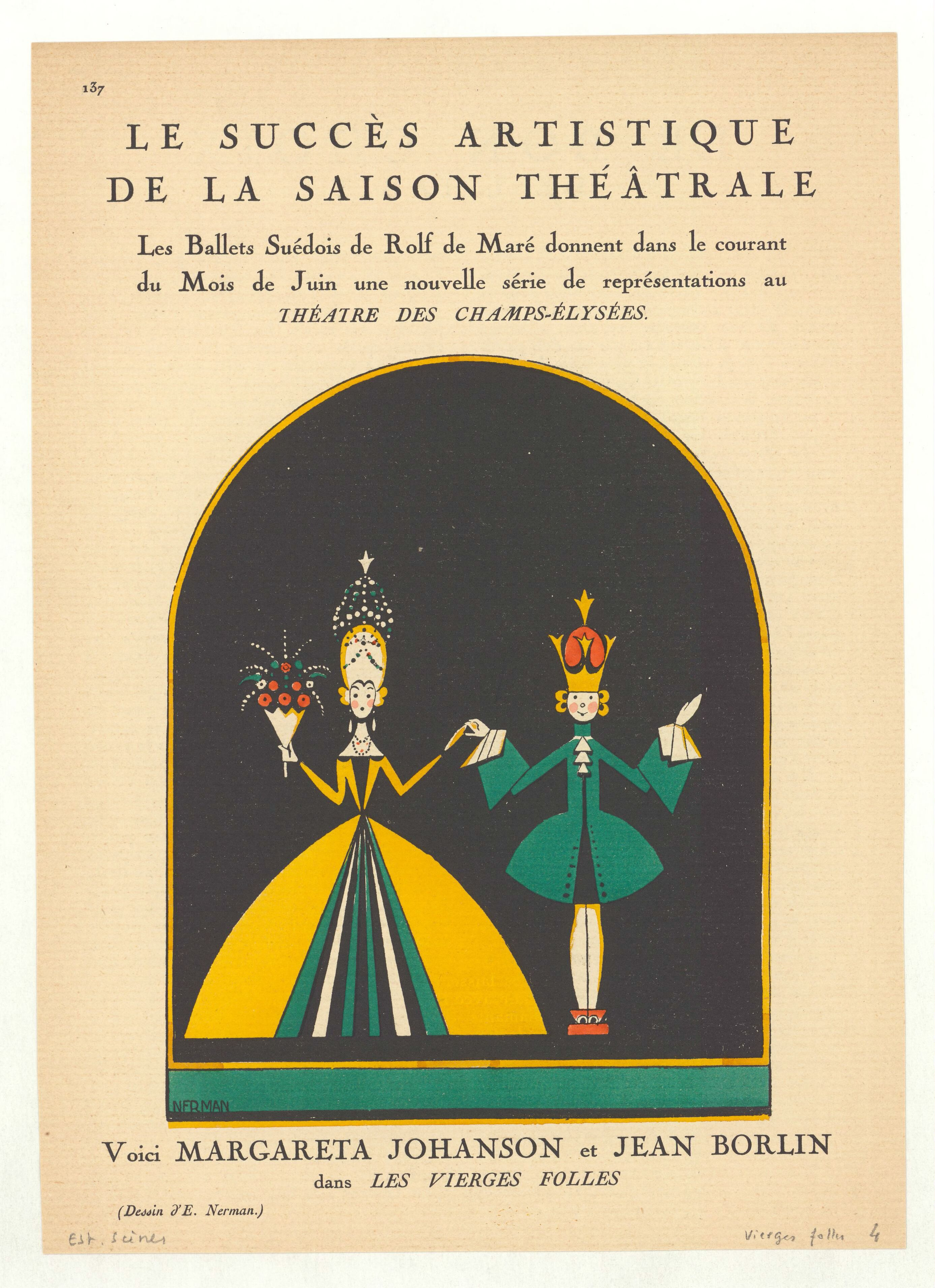
Programmaboekje van Les Ballets Suédois